# Mount Kauffman
Mount Kauffman är ett berg i Antarktis. Det ligger i Västantarktis. Inget land gör anspråk på området. Toppen på Kauffman är 2 365 meter över havet.
Terrängen runt Mount Kauffman är huvudsakligen kuperad. Trakten är obefolkad. Det finns inga samhällen i närheten.